# Elbursia stocki
Elbursia stocki là một loài bướm đêm trong họ Crambidae.